# 白領黑雨燕屬
白領黑雨燕屬，是雨燕目雨燕科下的一個屬。本屬物種分佈於美洲，目前下屬5個物種。

## 命名歷史
本屬由美國鳥類學家哈里·C·奧伯霍爾策於1906年描述，而模式種指定為白領黑雨燕。其屬名則來自古希臘語的（「項圈、頸鍊」之意）以及希臘神話中的普羅克妮，在該傳說中她最後變化為一隻燕子。

## 下屬物種
本屬包含以下物種：
- 費普氏黑雨燕 Streptoprocne phelpsi (Collins, 1972)
- 栗領黑雨燕 Streptoprocne rutila (Vieillot, 1817)
- 白領黑雨燕 Streptoprocne zonaris (Shaw, 1796)
- 巴西黑雨燕 Streptoprocne biscutata (Sclater, PL, 1866)
- 白頸黑雨燕 Streptoprocne semicollaris (de Saussure, HLF, 1859)

## 外部連結
- 维基共享资源上的相關多媒體資源：白領黑雨燕屬
- 維基物種上的相關：白領黑雨燕屬